# لنا هنچل
لنا هنچل (آلمانی: Lena Hentschel؛ زادهٔ ۱۷ ژوئن ۲۰۰۱) شیرجه‌رو اهل آلمان است.
وی در مسابقات کشوری و بین‌المللی در مجموع برندهٔ ۱ مدال طلا، ۲ مدال نقره، ۱ مدال برنز شده‌است.